# Annick Balley
Pour les articles homonymes, voir Balley.
Annick Balley, née le 20 avril 1964 à Cotonou (Bénin) et morte le 14 février 2024 à Fontainebleau (France), est une journaliste et animatrice béninoise à l'Office de radiodiffusion et télévision du Bénin (ORTB).

## Biographie

### Enfance et débuts
Annick Balley effectue tout son cursus scolaire dans l’enseignement catholique à Cotonou. Après avoir obtenu son bac, elle choisit une carrière en journalisme et s’inscrit à l’Institut facultaire des sciences de la communication et de l’information à Kinshasa, en RDC.
À la fin de sa formation, elle débute comme présentatrice du journal à l’OZRT, la télévision d’État sous le régime de Mobutu.
De retour à Cotonou, Annick commence un stage à la télévision nationale pendant les années 1989-1990, période de la fin du régime révolutionnaire de Kérékou.
En janvier 1991, un an après la Conférence nationale, elle est recrutée par l’ORTB.

### Carrière
Annick Balley est rédactrice en chef à l'Office de radiodiffusion et télévision du Bénin (ORTB) dont elle démissionne en 2010. Elle revient plus tard, en 2016, comme chef de programme.
De 2012 à 2015, elle est directrice de Maïsha TV du groupe Africable télévision, une chaîne panafricaine basée au Mali. Elle demeure chargée de mission du Dg/ORTB jusqu'à sa mort.

## Décès
Annick Balley meurt le 14 février 2024 à Fontainebleau, des suites d’une maladie, à l’âge de 59 ans.